# IC 3908
IC 3908 ist eine Spiralgalaxie mit ausgedehnten Sternentstehungsgebieten vom Hubble-Typ Scd im Sternbild Jungfrau auf der Ekliptik. Sie ist schätzungsweise 53 Millionen Lichtjahre von der Milchstraße entfernt und hat einen Durchmesser von etwa 35.000 Lichtjahren. Sie ist Mitglied der 19 Galaxien umfassenden NGC 4697-Gruppe (LGG 314).

Im selben Himmelsareal befinden sich u. a. die Galaxien NGC 4786, NGC 4813, IC 833, IC 3883.
Das Objekt wurde im Juli 1899 von DeLisle Stewart entdeckt.